# Holest-4-en-3-on 26-monooksigenaza
Holest-4-en-3-on 26-monooksigenaza (EC 1.14.13.141, CYP125, CYP125A1, holest-4-en-3-on 27-monooksigenaza) je enzim sa sistematskim imenom holest-4-en-3-on,NADH:kiseonik oksidoreduktaza (26-hidroksilacija). Ovaj enzim katalizuje sledeću hemijsku reakciju
holest-4-en-3-on + + + O2 {\displaystyle \rightleftharpoons } 26-hidroksiholest-4-en-3-on + + + 2O
Ovaj hem tiolatni (P450) enzim, prisutan u nekoliko bakterijskih patogena, učestvuje u degradaciji domaćinovog holesterola. On katalizuje hidroksilaciju na C-26, čemu sledi oksidacija alkohola do karboksilne kiseline putem aldehidnog intermedijera.

## Literatura
- Nicholas C. Price; Lewis Stevens (1999). Fundamentals of Enzymology: The Cell and Molecular Biology of Catalytic Proteins (Third изд.). USA: Oxford University Press. ISBN 019850229X.
- Eric J. Toone (2006). Advances in Enzymology and Related Areas of Molecular Biology, Protein Evolution (Volume 75 изд.). Wiley-Interscience. ISBN 0471205036.
- Branden C; Tooze J. Introduction to Protein Structure. New York, NY: Garland Publishing. ISBN 0-8153-2305-0.
- Irwin H. Segel. Enzyme Kinetics: Behavior and Analysis of Rapid Equilibrium and Steady-State Enzyme Systems (Book 44 изд.). Wiley Classics Library. ISBN 0471303097.
- William P. Jencks (1987). Catalysis in Chemistry and Enzymology. Dover Publications. ISBN 0486654605.

## Spoljašnje veze
- Cholest-4-en-3-one+26-monooxygenase на 